# У огледалу
У огледалу је албум Ане Станић из 2004. који је објавила издавачка кућа Сити рекордс, иако је сингл „Нађи ме“, који је најављивао албум, објавио BK sound. 

## Списак песама
1. „Велико а“ – 3:33
2. „Траг љубоморе“ – 3:48
3. „Преживећу“ – 3:33
4. „Погрешан“ – 3:58
5. „Срце ме лаже“ – 3:47
6. „Фалиш ми све време“ – 3:56
7. „Реч за утеху“ – 3:29
8. „Обична љубав“ – 3:52
9. „Нађи ме“ – 3:37
10. „Ту нема речи“ – 4:20